# Karel George van Palts-Veldenz
Karel George (27 december 1660 - Boedapest, 3 of 4 juli 1686), uit het huis Palts-Veldenz, was een militair in keizerlijke dienst.
Karel George was een jongere zoon van paltsgraaf Leopold Lodewijk van Veldenz en Agatha Christina, een dochter van graaf Filips Wolfgang van Hannau-Lichtenberg. Hij overleed tijdens de belegering van Boeda in de Grote Turkse Oorlog.